# ロッカ・カンテラーノ
ロッカ・カンテラーノ（伊: Rocca Canterano）は、イタリア共和国ラツィオ州ローマ県にある、人口約170人の基礎自治体（コムーネ）。

## 地理

### 位置・広がり
ローマの東約45kmに位置する。

#### 隣接コムーネ
隣接するコムーネは以下の通り。
- アーゴスタ
- アンティーコリ・コッラード
- カンテラーノ
- チェッレート・ラツィアーレ
- ジェラーノ
- マラーノ・エークオ
- サラチネスコ

### 気候分類・地震分類
ロッカ・カンテラーノにおけるイタリアの気候分類 (it) および度日は、zona E, 2640 GGである。
また、イタリアの地震リスク階級 (it) では、zona 2B (sismicità media) に分類される。

## 行政

### 山岳部共同体
広域行政組織である山岳部共同体「アニェーネ山岳部共同体」 (it:Comunità montana dell'Aniene) （事務所所在地: アーゴスタ）に属する。